# ミレニアム・プロミス・ジャパン
ミレニアム・プロミス・ジャパン（英: MILLENNIUM PROMISE JAPAN）は、日本の特定非営利活動法人である。略称はMPJ（エムピージェイ）。

## 概要
特定非営利活動法人ミレニアム・プロミス・ジャパン（MPJ）は、2008年4月に設立されたNGO/NPOである（2012年3月に認定NPO法人）。
国連事務総長のMDGs担当特別顧問ジェフリー・サックス教授（コロンビア大学地球研究所所長）とレイモンド・チェンバー氏（国連事務総長マラリア特使）を中心にニューヨークで設立されたミレニアム・プロミス（Millennium Promise）の趣旨に賛同して設立され、ミレニアム・プロミス（Millennium Promise）のグローバル・アライアンスとして活動を行っている。
国連が設定したミレニアム開発目標（MDGs）の達成に向け、ミレニアム・ビレッジ・プロジェクト（サハラ砂漠以南の10ヵ国80村）をはじめとするアフリカ等への支援活動を行い、貧困の削減、生活水準と教育の向上、男女平等などに寄与し、村民の自立を支援することが目的である。
日本国内においては、一般の人々の間でMDGsやアフリカ支援などの活動への理解を深めるとともに、日本外交の柱である「人間の安全保障」の推進、日本人のグローバルな課題に関する社会教育、国際平和の推進、日本からアフリカへの投資促進と文化交流、相互の経済発展や相互理解を目的とする。
現在、東京大学の学生を中心した約60名の学生組織MPJユースの会が存在する。

## 活動
2011年の東日本大震災後は、国内外の災害復興支援も活動範囲とし、東北の被災地やフィリピン・レイテ島のハイエン台風被災地における支援活動を行っている。

### 活動地域
日本、アフリカ、フィリピン等